# Dereköy, Bozyazı
Dereköy là một xã thuộc huyện Bozyazı, tỉnh Mersin, Thổ Nhĩ Kỳ. Dân số thời điểm năm 2011 là 462 người.